# Attentatet i Sarajevo
Attentatet i Sarajevo den 28. juni 1914 på den østrig-ungarske ærkehertug Franz Ferdinand og hans gemalinde Sophie Chotek, hertuginde af Hohenberg udløste julikrisen, der førte til udbruddet af 1. verdenskrig.

## Forhistorie

### Årsager til ærkehertugparrets besøg
Ærkehertug Franz Ferdinand tog fra et møde med den tyske kejser Wilhelm 2. på sit landsted slottet Konopiště i Benešov i Bøhmen til Sarajevo for at overvære afslutningen på det kejserlige og kongelige (k.u.k.) XV og XVI Korps' manøvrer i Bosnien. Besøget blev gennemført efter anmodning fra den k.u.k. statholder i Bosnien-Herzegovina, Feldzeugmeister Oskar Potiorek.
Besøget skulle foregå den 28. juni på årsdagen (ifølge den ortodokse kalender) for den serbiske nederlag til osmannerne i slaget på Solsortesletten den 15. juni 1389 – en dato med symbolsk betydning for serberne. Datoen for besøget var imidlertid ikke tænkt som en provokation. Det lader til at tilfældigheder har spillet ind, da den østrigske tronfølger helt siden 1909 havde gennemført troppebesøg i juni, som typisk afsluttede forårsmanøvrerne. Potiorek var af den overbevisning, at det østrig-ungarske monarkis anseelse ikke havde været særligt højt siden den bosniske annektionskrise i 1908, og at et kongeligt besøg kunne styrke den, hvilket en bevidst provokation dårligt kunne bidrage til. Den for Bosnien-Herzegovina ansvarlige finansminister Leon Biliński gjorde heller ikke på noget tidspunkt ophævelser over besøget, selv om den oprindelige og af kejseren godkendte plan for besøget slet ikke indeholdt et besøg i byen.
De af von Rauchensteiner omtalte "fortolkninger i eftertiden", som fremkom efter verdenskrigen, gik ud på, at Sankt Vitus-dag netop i Wien var kendt som "helligdag" for serberne, og at besøget i den kort forinden annekterede provins på denne dag, selv hvis den ikke var tænkt som provokation, trods det faktisk udgjorde en særlig ydmygelse – eller i modsat fald kunne ses som særlig anledning til at slå et slag mod det fremmede herredømme. Af en skrivelse fra sekretæren for det k.u.k. gesandtskab i Beograd, Ritter von Storck, til udenrigsministeren grev Leopold Berchtold af 29. juni 1914 fremgår det, at de østrig-ungarske myndigheder var særdeles velorienterede om omfanget af de i månederne forud planlagte omfangsrige festligheder i Serbien i anledning af 525 årsdagen for slaget på Solsortesletten.
Imidlertid havde der allerede været attentater mod højtstående repræsentanter for dobbeltmonarkiet, som ikke var afhængige af, at de havde optrådt på en bestemt dato, og i betragtning af attentatfolkenes omhyggelige planlægning af attentatet havde de sikkert også slået til på en knap så symbolsk dato, så det ikke var på grund af provokationen, hvis den eksisterede, at attentatet blev gennemført.
På den anden side kan en provokation fra den del af regeringen i dobbeltmonarkiet, som tragtede efter krig, ikke udelukkes. Den k.u.k. finansminister og minister for Bosnien, Leon Biliński, omtaler i sine erindringer, at Potiorek var kraftig modstander af Serbien, hvilket i høj grad havde generet den østrig-ungarske politik over for Bosnien og forhindret enighed med de bosniske serbere. Ifølge Biliński indeholdt den oprindelige plan for besøget, som var godkendt af kejser Franz Joseph 1., kun et besøg ved troppemanøvrerne. Beslutningen om et besøg i byen og især ærkehertugindens deltagelse var besluttet uden Bilińskis vidende. Biliński omtaler også, at hans ministerium, som det eneste i Østrig-Ungarn, udtrykkeligt var udeladt fra listen over modtagere af tronfølgerens besøgsplaner, for "ikke at lægge hindringer i vejen for den bosniske leders bestræbelser på at modtage en værdig gæst".
Tre medlemmer af den pro-serbiske bosniske ungdomsorganisation Mlada Bosna (Det unge Bosnien) læste om Franz Ferdinands kommende besøg i østrigske aviser og besluttede sig til at gennemføre et attentat imod ham. Det var: Gavrilo Princip, en 19-årig gymnasieelev, Nedeljko Čabrinović, en 19-årig trykkersvend og Trifun "Trifko" Grabež, en 18-årig som havde forladt skolen uden eksamen.

### Advarsel
Allerede tidligere havde der været attentater mod højtstående personer i Bosnien-Herzegovina. Studenten Bogdan Žerajić havde i 1910 planlagt et attentat mod kejser Franz Joseph, men havde opgivet planen på grund af monarkens høje alder. I stedet skød han samme år på den østrig-ungarske guvernør i Bosnien, general Marijan Freiherr von Varešanin ved åbningen af en bosnisk-herzegovinske landdag. Han ramte dog ved siden af, hvorefter han skød sig i hovedet. Žerajić blev et forbillede for Princip: han skal ved hans grav have svoret at hævne ham.
Inden Franz Ferdinands besøg i Bosnien var der kommet advarsler, men ingen af dem var så konkrete, at de fik ærkehertugen til at aflyse besøget. "Jeg lader mig ikke placere under en glasklokke" havde han udtalt ved en anden lejlighed. "Vi er altid i livsfare. Man må stole på Gud". Da ingen regnede med nogen fare, blev sikkerhedsforanstaltningerne derefter. Tidsplanen og ruten blev offentliggjort uger i forvejen i aviserne, formentlig også for at lokke så mange jublende tilskuere til som muligt.
Da den serbiske regeringschef Nikola Pašić hørte om attentatplanerne, befandt han sig i en delikat situation.
Hvis han lod planen gennemføre, risikerede han på grund af forbindelserne til den hemmelige organisation "Ujedinjenje ili Smrt" ("Genforening eller død" også kaldet "Den sorte hånd") en krig med Østrig-Ungarn.
Hvis han røbede planen, risikerede han at blive stemplet som forræder af sine landsmænd. Pašić forsøgte at advare Østrig-Ungarn mod attentatet med vage diplomatiske udtalelser og betroede den serbiske gesandt i Wien Jovan Jovanović opgaven. Jovanović, der i Wien blev anset for at være nationalist og sjældent blev modtaget hjerteligt, fik finansminister von Biliński, der var kendt som åben og omgængelig, i tale og meddelte ham, at det ville være godt og fornuftigt, hvis Franz Ferdinand undlod at rejse til Sarajevo, da ellers "en eller anden ung serber i stedet for en løs patron kunne tage en skarp og skyde ham ned". Biliński forstod ikke betydningen af disse ord og svarede med et smil: "lad os håbe, at noget sådant aldrig vil ske" og fortalte ingen om samtalen.

### Forberedelse af attentatet
Gavrilo Princip besluttede i foråret 1914 i Beograd, at han ville dræbe Franz Ferdinand efter at han i en østrigsk avis havde læst om Franz Ferdinands kommende besøg. Ifølge andre kilder var Nedeljko Čabrinović den egentlige ophavsmand, efter at hans ven, journalisten Mihajlo Pušara, havde vist ham et avisudklip om det forestående besøg. På daværende tidspunkt var det endnu usikkert om besøget ville blive gennemført, da kejser Franz Joseph var alvorligt syg.
Princip meddelte Čabrinović og Grabež, hvad han havde til hensigt, og sikrede sig deres støtte. Da Princip var klar over, at planen ikke kunne realiseres uden hjælp udefra, tog han kontakt til Milan Ciganović, som tilhørte den serbiske efterretningstjeneste og var en kendt folkehelt, der officielt var ansat ved jernbanen og boede i samme hus. Ciganović stod i forbindelse med major Vojin P. Tankošić, som Princip kendte fra sine mislykkede forsøg på at blive frivillig i Balkankrigen. Princip var ikke klar over, at Ciganović og Tankošić var ledende medlemmer af Den sorte hånd.
Ciganović gav de militært uerfarne unge mænd skydetræning i Park Topčider i Beograd og gav dem den 27. maj fire pistoler med ammunition og seks bomber fra den serbiske hærs lagre. Våbnenes oprindelse kunne ikke afdækkes fuldt ud, da mange serbiske militærfolk havde sådanne våben i deres besiddelser. Desuden fik de penge til dækning af rejseomkostningerne samt nogle små flasker med cyankalium, så de kunne begå selvmord efter attentatet.
De tre attentatmænd rejste en måned inden attentatet via Tuzla til Sarajevo. Ciganović hjalp dem til, med hjælp fra nogle medarbejdere i den serbiske efterretningstjeneste, at få våbnene ubemærket over den bosniske grænse. I Tuzla sluttede en fjerde attentatmand sig til dem. Det var Danilo Ilić, en 23-årig lærer. Ilić hvervede yderligere tre medlemmer fra Mlada Bosnan, Vaso Čubrilović og Cvetko Popović, to 17-årige gymnasieelever samt Muhamed Mehmedbašić, en 27-årig muslimsk serber, der var snedker.
I sammensværgelsen deltog også andre medlemmer af Mlada Bosna, som ikke optrådte direkte eller bevæbnede: Veljko Čubrilović, Vasos bror og lærer fra Priboj, Miško Jovanović, købmand og bankdirektør fra Tuzla, Mladen Stojaković, læge og senere folkehelt under 2. verdenskrig, hans bror Sreten, som var billedhugger, Jezdimir Dangić der var oberstløjtnant i gendarmeriet og senere Tschetnik-Wojwode, Mitar Kerović og hans søn Neđa samt Jakov Milović en bonde fra Østbosnien.
Da forberedelserne til attentatet var så godt som afsluttet, fik Ilić ordre fra Beograd om at afblæse attentatet. Ledelsen af Den sorte hånd var i mellemtiden kommet på andre tanker og frygtede alvorlige konsekvenser, hvis attentatet lykkedes. Dragutin Dimitrijević Apis, lederen af den serbiske efterretningstjeneste, som var en af lederne af Den sorte hånd, sendte en agent til Sarajevo, hvor denne mødtes med Ilić for at give ham ordren. Princip ville imidlertid ikke høre tale herom, og han overtalte Ilić til alligevel at gennemføre planen.
Mehmedbašić og Čabrinović skulle handle først og tog opstilling ved Ćumurija-broen, mens de øvrige fem attentatfolk placerede sig som reserver længere tilbage helt hen til Kejserbroen. Ilić bevægede sig ubevæbnet mellem attentatgrupperne og så til, at de gjorde alting rigtigt.

## Nedeljko Čabrinovićs attentat
Tronfølgerparret boede under besøget i Ilidža, en badeby ca. 12 km vest for Sarajevo. På attentatdagen, den 28. juni 1914, rejste de med tog fra Ilidža til byens vestlige udkant, hvor der lå en tobaksfabrik, der ofte var udgangspunkt for østrig-ungarske standspersoners besøg i Sarajevo. Ifølge Biliński, som støtter sin hukommelse til en beretning fra ærkehertugens marskal oberst Graf Rummerskirch til krigsminister Alexander Ritter von Krobatin, var sikkerhedsforanstaltningerne yderst begrænsede, hvilket stod i modsætning til de forholdsvis strenge foranstaltninger ved Franz Josephs besøg i Sarajevo i 1910. De politifolk og sikkerhedsagenter, som skulle køre foran besøgskolonnen, var hverken udstyret med biler eller hestevogne og blev efterladt på tobaksfabrikken tungt belæsset med ærkehertugindens smykkeskrin.
Ifølge Biliński blev Franz Ferdinands ankomst til Sarajevo på forhånd oplyst på minuttet, hvilket skal have gjort det lettere at gennemføre attentatet. Inden besøget havde politikaptajn Gerde, en ungarer, henvendt sig til statholder Potiorek og meddelt ham, at han kun rådede over 30-40 politifolk, og derfor ikke kunne sørge for sikkerheden på den lange strækning fra tobaksfabrikken til rådhuset i Sarajevo. Gerde bad derfor Potiorek om støtte fra militærenheder. Det afviste Potiorek, da der på grund af manøvrerne ikke var stationeret militær i byen, og da det ikke kunne nå frem i tide. Derpå havde lederen af det bosniske gendarmeri, general Šnjarić, foreslået at opstille en kæde af gendarmer langs ruten, men det forslag afviste Potiorek også.
Franz Ferdinand og hans gemalinde kørte i en kolonne på seks biler på paradekajen langs Miljacka-floden til rådhuset i Sarajevo. I det forreste køretøj sad borgmester effendi Fehim Čurčić og politichefen dr. Gerde. I det andet køretøj sad Franz Ferdinand og hans gemalinde Sophie over for statholder Potiorek. Foran sad chaufføren Leopold Lojka og Franz Graf Harrach, ejeren af bilen. I det tredje køretøj sad Sophies kammerpige, Alexander Graf von Boos zu Waldeck og statholderens fløjadjudant, oberstløjtnant Merizzi, som kørte bilen. I den fjerde og femte bil sad andre medlemmer af Franz Ferdinands følge – herunder hans assistent Grev Morsey, Oberst Bardolff, lederen af det ærkehertugelige militærkancelli, og hans hofmarskal Rummerskirch – samt bosniske regeringsembedsmænd som Regierungsrat Starch. Den sjette bil var tom og var reserve.
Omkring kl. 10 kørte kolonnen forbi Mehmedbašić, som skulle kaste en bombe, men ikke foretog sig noget. Han forklarede senere, at han havde fået at vide af Ilić, at han først skulle kaste bomben, når han havde identificeret tronfølgerens vogn, hvilket han ikke havde. Den næste, Čabrinović, armerede sin bombe ved at slå den mod en lygtepæl og kastede den mod bilerne. Chaufføren bemærkede den forbiflyvende genstand og trykkede på speederen, mens Franz Ferdinand hævede armen for at beskytte sin kone mod genstanden. Bomben prellede af mod Franz Ferdinands arm, faldt ud over den nedslåede kaleche og eksploderede lige foran den tredje bil, hvorved oberstløjtnant Merizzi, grev Boos-Waldeck og et halvt dusin tilskuere blev såret.
Čabrinović slugte sin cyankaliumpille og sprang i floden Miljacka. Giften var imidlertid gammel og bevirkede kun, at han kom til at kaste op. Desuden var floden på dette sted ikke særlig dyb, så Čabrinović blev fanget af folkemængden og var nær blevet lynchet, inden han blev arresteret.
Da oberstløjtnant Merezzi efter de første oplysninger kun var let såret og blev bragt ind på garnisonshospitalet, befalede Franz Ferdinand at kørslen skulle fortsætte. På vejen til rådhuset kørte kolonnen forbi de øvrige attentatmænd, som imidlertid ikke foretog sig noget. Vaso Čubrilović sagde senere, at han ikke skød, fordi han havde fået ondt af ærkehertuginden. Cvetko Popović sagde, at han havde været bange og ikke vidste, hvad der skete med ham.
Da tronfølgerparret var ankommet til rådhuset, gjorde borgmesteren klar til at holde sin velkomsttale for parret og mange lokale standspersoner, men blev straks afbrudt af Franz Ferdinand: "Hr. borgmester, her kommer man til Sarajevo, for at aflægge et besøg, og så bliver der kastet bomber mod en! Det er oprørende." Han faldt derefter til ro. Efter sit besøg på rådhuset befalede han ruten ændret. Han ville ikke som planlagt direkte til museet (hvor også den serbiske historiker Ćorović ventede på hans ankomst), men derimod besøge garnisonshospitalet, hvor Merezzi var indlagt med et sår i halsen.
Uheldigvis lå hospitalet i den anden ende af byen. Ifølge Biliński havde Rummerskirch berettet, at Franz Ferdinand af omsorg for sin ægtefælle efter opholdet på rådhuset skulle have konsulteret Potiorek og Gerde, om det i lyset af bombeattentatet var fornuftigt at køre derhen. Alternativerne var at køre tilbage til Ilidža ad en anden rute eller fortsætte til Konak, som kun lå få minutter fra rådhuset. Mens Gerde tøvede, skal Potiorek have sagt: "Deres kejserlige højhed kan roligt fortsætte, jeg tager ansvaret".

## Gavrilo Princips attentat
I strid med ordren drejede vognkolonnen ud for Latinerbroen, som fører over Miljacka, ind på den oprindeligt planlagte rute. Chaufføren (ifølge Biliński var det Rummerskirch som kørte, Lojka omtales ikke), der opdagede dette i tide, ville netop bakke for at komme tilbage på kajen, da Princip til sine store overraskelse så køretøjet standse foran sig. Han greb chancen, trak sin pistol og skød på få meters afstand to gange mod det langsomtkørende mål. Franz Ferdinand blev ramt i halspulsåren, Sophie von Hohenberg i underlivet. Princip sagde senere, at han slet ikke ville ramme Sophie. Skuddene var rettet mod Franz Ferdinand og Potiorek.
Princip slugte straks sin pille, men kastede også kun op og forsøgte at skyde sig. Pistolen blev imidlertid revet ud af hans hånd, og den rasende folkemængde ville lynche ham. Mens Princip straks blev arresteret af gendarmer, pryglet med sabelskæfter og ført bort, drejede chaufføren rundt og kørte hurtigt til Potioreks residens Konak. Franz Ferdinand talte til sin kone: "Sopherl! Sopherl! dø ikke! Lev for vore børn!" Sophie forblødte imidlertid under turen, mens Franz Ferdinand døde kort tid efter på Konak.

## Reaktioner på attentatet
Selv om sorg og raseri over attentatet mod tronfølgeren var de fremherskende reaktioner i Østrig-Ungarn, var det ikke alle som sørgede. Gesandten i Bukarest, den senere udenrigsminister Ottokar Graf Czernin mindedes senere, at der i Wien og Budapest havde været flere, som glædede sig, end som sørgede. Franz Ferdinand og hans fortrolige, som i konservative kredse i Wien ofte blev omtalt som "Belvedere-bagage", havde ikke udelukkende venner. Hans planer om at give sydslaverne deres egen del af riget havde irriteret mange, især afviste man dem kategorisk i Ungarn.
Der var rygter i omløb, som fortalte, at attentatmanden var illegitim søn af kronprins Rudolf, og at det var frimurere eller den ungarske ministerpræsident István Tisza som stod bag attentatet, uanset at netop Tisza i første omgang kategorisk modsatte sig en håndfast optræden overfor Serbien.

## Politiske følger af attentatet
Skuddene i Sarajevo førte ikke automatisk til krig, og krig var i første omgang en usandsynlighed. Angreb på statsoverhoveder og andre højtstående personer var ikke usædvanlige og havde indtil da aldrig været anledning til krig. Først troede man selv ved hoffet i Wien ikke på, at den serbiske regering havde været involveret. Den østrig-ungarske sektionsrat Friedrich Wiesner ledede efterforskningen og skrev i sin beretning den 24. juli 1914 til det østrig-ungarske udenrigsministerium:
| Citat | Medviden fra den serbiske regering ved ledelsen af attentatet eller dettes forberedelse og fremskaffelse af våben kan på ingen måde bevises eller blot formodes. Der er langt mere grund til at anse det for udelukket. Af udsagn fra de anklagede fremgår det næsten uanfægteligt, at attentatet blev besluttet i Beograd og forberedt under medvirken fra de statsligt ansatte serbere Ciganović og major Tankošic, som fremskaffede begge bomber, brownings, ammunition og cyankalium. | Citat |
|       | |       |

Over for dette står imidlertid, at Wiesner efter krigen støttede tanken om at den serbiske regering havde været vidende om attentatplanerne.
Attentatet i Sarajevo var således ikke umiddelbart udløser af yderligere skridt i Wien, men blev af Østrig-Ungarn efter nogen tøven på Hofburg og konsultationer i Berlin til sidst brugt som anledning til at iværksætte en regionalt afgrænset krig mod Serbien. Østrig-Ungarn var ikke på forhånd indstillet på krig mod Serbien. Ganske vist havde personer som Franz Conrad von Hötzendorf allerede flere år tidligere foreslået en militær indgriben overfor Serbien. Han blev imidlertid holdt i skak af "fredspartiet", som dog med Franz Ferdinands død havde mistet en af sine vigtigste fortalere.
Den serbiske regering var fuldt ud bekendt med denne holdning hos krigspartiet ved hoffet i Wien, og det ventede blot på en anledning til at angribe Serbien, og regeringen var klar over de mulige konsekvenser. Den beklagede hændelsen, afviste at have forbindelse til attentatet og henviste til, at alle gerningsmændene stammede fra det annekterede Bosnien og formelt var østrigere. Desuden var der ingen beviser på en officiel serbisk indblanding. Til gengæld blev det i Østrig-Ungarn officielt meddelt, at den serbiske organisation Narodna Odbrana (folkeforsvar) stod bag attentatet.
Østrig-Ungarn blev også stødt over den som fjendtlige kritiske serbiske presse, der blev anset for ansvarlig for den oppiskede politiske stemning, som havde fremmet mordet på den østrigske tronfølger. Serbien påberåbte sig den forfatningsmæssigt garanterede pressefrihed for private medier og anså den regeringsstyrede og nationalistiske østrig-ungarske presse (især den konservative "Reichspost") for at være egentlige kilde til problemer.
Da Østrig-Ungarn – hvor Conrad von Hötzendorf på den ene side stod over for den uafklarede grev Berchtold, kejseren og den ungarske ministerpræsident – ikke var afklaret, overlod det beslutningen til Tyskland. Afgørelsen om et angreb på Serbien faldt derfor ikke i Wien, men den 5. juli i 1914 i Potsdam og indbefattede udtrykkeligt også, at der kunne opstå "alvorlige europæiske komplikationer". Den 6. juli gav Tyskland pr. telegram Østrig-Ungarn sin fulde opbakning til et angreb mod Serbien.
Også Bulgarien, Rumænien og Tyrkiet tilkendegav i rette tid, at de ville stille sig på Tripelalliancens side, hvis Østrig-Ungarn skulle beslutte sig til at "give Serbien en lærestreg".
Som følge heraf stillede Østrig-Ungarn den 23. juli 1914 Serbien overfor et skarpt 48 timers ultimatum. Ultimatummet var officielt en démarche, da der ikke direkte blev truet med krig, men kun med afbrydelse af de diplomatiske forbindelser. Serbien blev i noten opfordret til at fordømme alle irredentiske bestræbelser, som havde til formål at sikre afståelse af østrig-ungarsk område og fremover imødegå noget sådant med yderste strenghed. Serbien skulle blandt andet forhindre enhver anti-østrigsk propaganda, straks tage skridt mod Narodna Obrana, fjerne involverede i attentatet fra statens tjeneste og frem for alt:
| Citat | indvillige i, at organer fra den k.u.k. regering medvirker ved undertrykkelsen af den subversive bevægelse, som arbejder imod monarkiets territoriale intregritet … indlede en retslig undersøgelse mod enhver deltager i 28. juni komplottet, som måtte befinde sig på serbisk område og hertil at organer udpeget af den k.u.k. regering deltager i de pågældende undersøgelser … | Citat |
|       | |       |

Som reaktion på ultimatummet udsendte det russiske ministerråd den 24. juli 1914 et meddelende memorandum til Serbien, hvori det meddelte den serbiske regering, at den russiske regering ville bestræbe sig på at opnå en udsættelse af ultimatummet, så Serbien fik "mulighed for selv at gennemføre en indgående undersøgelse af attentatet i Sarajevo". Det fremgik desuden, at Rusland planlagde en mobilisering af sine tropper og trak sine finansielle aktiver ud af Tyskland og Østrig. I tilfælde af et østrig-ungarsk angreb på Serbien ville Rusland ikke undlade at handle.
Serbien accepterede ikke ultimatummet betingelsesløst og afgav følgende erklæring vedrørende østrigske organers aktiviteter på serbisk jord:
| Citat | Den kongelige regering [Serbien] anser det naturligvis for sin pligt, at indlede en undersøgelse mod enhver, som deltog i komplottet af 15./28. juni, eller skulle have deltaget, og som befinder sig på dets territorium. Hvad angår deltagelse i undersøgelsen af den k.u.k. regering udpegede organer, så kan den ikke godkende det, da det ville være en krænkelse af forfatningen og proceslovgivningen. Dog kan der i enkelte tilfælde gives meddelelse om resultaterne af undersøgelserne. | Citat |
|       | |       |

Rauchensteiner fremfører, at det i punkt 6, ikke som den serbiske regering lod det fremstå, drejede sig om østrigsk deltagelse i domfældelsen, men kun om deltagelse i undersøgelsen, og at der var fortilfælde for undersøgelser på andre landes territorium. Østrig-Ungarn tillod i 1868 Serbien at foretage undersøgelser i Østrig-Ungarn efter mordet på den serbiske fyrst Mihailo. Dette argument optræder i en skrivelse, som grev Berchtold den 24. juli 1914 sendte til den rumænske konge Carol 1. for at overbevise ham om det rimelige i ultimatummet. Berchtold omtaler også i skrivelsen, at der i Paris og Berlin fandtes et russisk politikontor (bureau de sûreté), som holdt øje med radikale russiske elementer. Ćorović fremfører heroverfor, at Berchtolds sammenligninger halter: Østrig-Ungarn havde i 1868 frivilligt lovet Serbien deltagelse i undersøgelserne for at få det på sin side. Serbien var dengang en lille vasalstat, mens Østrig-Ungarn var en stormagt, så af deltagelsen af serbiske embedsmænd i efterforskningen kunne der ikke afledes nogen stats- eller folkeretslige konsekvenser. Også det franske eksempel haltede, da det omtalte politikontor var oprettet på baggrund af en frivillig aftale mellem venligtsindede regeringer. Østrig-Ungarn ville derimod i 1914 påtvinge Serbien egne undersøgelser for at udtrykke mistillid til Serbiens retsvæsen uden at fremlægge beviser for de fremførte beskyldninger.
Den 25. juli 1914, dagen før fristens udløb, udarbejdede baron Hold von Ferneck i det k.u.k. udenrigsministerium på forhånd en afvisning af Serbiens reaktion. Hvis Serbien accepterede alle betingelser i ultimatummet, men blot ytrede den mindste indvending, skulle reaktionen vurderes som utilstrækkelig af følgende grunde:
1. Fordi Serbien i modsætning til de forpligtelser, det havde påtaget sig overfor Østrig-Ungarn i 1909, havde forholdt sig fjendtligt.
2. Fordi Serbien tydeligvis stillede spørgsmålstegn ved Østrig-Ungarns ret til at beslutte, i hvilket omfang det ville drage Serbien til ansvar.
3. Fordi der på ingen måde var tale om en intern serbisk kursændring, selv om det flere gange var blevet opfordret hertil.
4. For Serbien tydeligvis manglede ærlig hensigt og loyalitet til at opfylde ultimatummet

Hvis Serbien opfyldte alle betingelser uden indvendinger, så kunne det trods det anføres, at det i ultimatummet krævede skridt hverken var taget eller var blevet annonceret.
Ligeledes kan det indvendes, at Wien, som det fremgår af talrige ytringer fra personer på Hofburg, var besluttet på at indlede en krig og ikke var interesseret i at Serbien skulle give efter:
| Citat | Man var enige om hurtigst muligt at fremsende kravene til Serbien og at fremsætte dem på en måde, så de måtte afvises af Serbien. | Citat |
|       | |       |

Berchtold instruerede allerede den 7. juli 1914 den østrigske gesandt i Beograd således:
| Citat | Uanset hvordan serberne reagerer - De skal afbryde forbindelserne og rejse. Det skal føre til krig. | Citat |
|       | |       |

Berchtold viste sig dagen efter bekymret for, at en "svækket holdning ville kunne diskreditere vor stilling overfor Tyskland". Ministerrådet lod det på sit møde den 19. juli stå åbent, om Serbien – som diplomaten grev Alexander Hoyos overvejede det – skulle deles op mellem andre balkanstater. Grev Tisza tilsluttede sig kun afsendelsen af démarchen, fordi Serbien kun kunne tvinges til at afgive små eller slet ingen strategisk vigtige områder. Den østrigske ministerpræsident Karl Stürgkh talte om at afsætte det serbiske kongehus, og at ordlyden af den relevante passage tillod bestemt den fortolkning, som den serbiske regering tillagde den. Udlandet opfattede démarchen på samme måde som den serbiske regering. Den chokerede britiske udenrigsminister Sir Edward Grey talte således om den "mest onde skrivelse, som jeg har haft i hænderne i hele mit liv".
Samtidig indledte Serbien en mobilisering. Herefter erklærede Østrig-Ungarn som ventet Serbien krig den 28. juli 1914, hvilket betød udbruddet på 1. verdenskrig.

## Retssagen mod attentatmændene
Čabrinović, Princip og de andre attentatmænd med undtagelse af Mehmedbašić blev en for en taget til fange. Under forhørene tav de i starten hårdnakket, indtil de efter ønske fra Princip gav op og tilstod alt, hvorefter også de fleste andre sammensvorne blev arresteret.
Fra 12. til 23. oktober 1914 fandt der i Sarajevo en retssag sted mod i alt 25, som var anklaget for højforræderi og snigmord. Under retssagen afviste alle anklagede enhver forbindelse til det officielle Serbien.

### Gavrilo Princip
Gavrilo Princip sagde i sit vidneudsagn, at han ikke angrede sin gerning og ikke anså sig selv for at være forbryder. Han havde blot myrdet en tyran. Han sagde, at han var jugoslav og revolutionær, at han hadede Østrig-Ungarn og ønskede dets undergang. Ingen havde opfordret ham til at begå handlingen, og han afviste enhver forbindelse til det officielle Serbien. Til at understøtte dette hævdede han, at Ciganović havde advaret ham om, at de serbiske myndigheder ville tage dem til fange, hvis de hørte om planen. Han sagde også, at han var ked af at have dræbt ærkehertuginden – en tjekke – og at dette skud havde været tiltænkt Potiorek.
Princip blev dømt skyldig i højforræderi og snigmord og idømt 20 års hårdt tugthus, som blev skærpet med en månedlig fastedag og den 28. juni hvert år hård kvarters- og mørkearrest. Ved domfældelsen blev der taget hensyn til hans unge alder på gerningstidspunktet, hvilket reddede ham fra dødsstraf. Han døde i 1918 på fængselshospitalet i den lille fæstning Theresienstadt af knogletuberkulose.

### Nedeljko Čabrinović
Nedeljko Čabrinović angav som årsag til sin handling, at Franz Ferdinand havde været en fjende af slaverne og især serberne. Han udtalte yderligere, at i Østrig-Ungarn var det tyskerne og ungarerne, der bestemte, mens slaverne blev undertrykt. Da han på gerningstidspunktet var mindreårig, blev han af retten idømt 20 års hårdt tugthus, men samme skærpelser som Princip. Han døde i slutningen af januar 1916 af tuberkulose.

### Trifun "Trifko" Grabež
Trifun „Trifko“ Grabež kaldte mordene for "de største revolutionære handlinger i historien". Han blev af retten idømt 20 års hårdt tugthus. Også han var for ung til dødsstraffen. Han døde i 1918 af tuberkulose.

### Danilo Ilić
Danilo Ilić blev fundet skyldig af retten og dømt til døden. Han var myndig på gerningstidspunktet. Han blev henrettet ved hængning den 2. februar 1915 sammen med Miško Jovanović og Veljko Čubrilović.

### Vaso Čubrilović
Vaso Čubrilović betegnede sig overfor domstolen som "serbokroat" og angav, at han mål var forening af serbere, kroater, slovener og bulgarer i én stat. Han blev dømt til 16 års hårdt tugthus med samme skærpelser som Princip. Efter Østrig-Ungarns sammenbrud blev han løsladt. Han studerede historie og arbejdede som lærer og universitetsprofessor og var minister for skovbrug under Tito.

### Ivo Kranjčević
Ivo Kranjčević, en kroat, som efter Čubrilovićs attentat havde gemt våben, blev idømt 18 års hårdt tugthus med de ovennævnte skærpelser.

### Cvetko Popović
Cvetko Popović blev idømt 13 års fængsel for højforræderi, men blev løsladt efter Østrig-Ungarns sammenbrud. Også han var mindreårig på gerningstidspunktet. Han blev senere kurator på den etnografiske afdeling af museet i Sarajevo.

### Muhamed Mehmedbašić
Muhamed Mehmedbašić blev som den eneste implicerede ikke taget til fange og undslap til Montenegro, hvor han offentligt pralede med sin deltagelse i attentatet, så det endte med at montenegrinerne måtte sætte ham i fængsel. Østrig-Ungarn forlangte ham udleveret, hvilket bragte Montenegro i en ubehagelig situation, da man ikke ville bringe sig i konflikt med den lokale serbiske befolkning. Det lykkedes imidlertid Mehmedbašić at bryde ud af fængslet og undslippe, hvorved problemet fra et montenegrinsk synspunkt var løst. Efter denne episode gik han under jorden og holdt sig skjult. I 1917 blev han sammen med lederen af Den sorte hånd Dragutin Dimitrijević Apis fængslet for et mordkomplot mod den serbiske prinsregent Aleksandar Karađorđević og idømt 15 års fængsel. I 1919 fik han amnesti og vendte tilbage til Sarajevo, hvor han levede beskedent som gartner og snedker. Han døde under 2. verdenskrig.

### Miško Jovanović
Miško Jovanović transporterede de våben, som blev benyttet ved attentatet, fra Tuzla til Sarajevo. For ikke at blive opdaget ved eventuelle kontroller på vejen til Sarajevo gav Princip våbnene til Jovanović i Tuzla og fik dem tilbage i Sarajevo. Jovanović blev af domstolen fundet skyldig i medvirken til mord og blev den 2. februar 1915 hængt sammen med Danilo Ilić og Veljko Čubrilović.

### Veljko Čubrilović
Veljko Čubrilović, Vasos bror, blev fundet skyldig i medvirken til mord og blev den 2. februar 1915 hængt sammen med Miško Jovanović og Danilo Ilić.

## Attentatsteder i Sarajevo
Den 28. juni 1917 lod Østrig-Ungarn i anledning af treårsdagen for mordet opføre et 12 m højt mindesmærke ved gelænderet på Latinerbroen, den korteste vej til den katolske kirke, til ære for Franz Ferdinand og Sophie og bad forbipasserende bede en kort bøn for ofrene. Monumentet bestod af to søjler, en stor plade med figurer af de myrdede foruden en niche til sørgelys og blomster. I slutningen af 1918 lod kongeriget Jugoslavien monumentet nedtage og placerede det i et museumsdepot. Alteret ved mindesmærket blev sprængt bort i 1919.  Mens søjlerne blev anvendt til andre formål, findes pladen med figurerne i dag på Bosnien-Herzegovinas kunstgalleri. På attentatstedet står der rester af en betonbænk, som var en integreret del af monumentet. Bosnien-Herzegovina overvejer at forny mindesmærket.
Efter 1. verdenskrig opstillede kongeriget Jugoslavien en stentavle på attentatstedet en mindetavle i sten til ære for Princip, som i april 1941 ved tyskernes besættelse af Sarajevo blev overdraget til tyske tropper af tyske bosniere ved en højtidelighed, hvorefter den blev overført til tøjhuset i Berlin.
I Titos Jugoslavien blev Princip og Mlada-Bosna-bevægelsen æret som de "unge forkæmpere for frihed og uafhængighed for det jugoslaviske folk", og der blev indrettet et lille museum herom i Sarajevo. Bosniske kommunister besluttede ved et møde den 7. maj 1945 i USAOBiH (den forenede alliance af anti-fascistisk ungdom i Bosnien-Hercegovina), "som tegn på evig taknemmelighed overfor Gavrilo Princip og hans kammerater, der kæmpede mod de tyske erobrere" at opstille en ny mindetavle. Latinerbroen blev omdøbt til Gavrilo-Princip-broen. På stedet hvor Princip skal have stået under attentatet, opstillede man en stenblade med fodaftryk, som blev ødelagt under bosnienkrigen i 1990'erne. I 1977 blev der opstillet en mindetavle, som fremstiller Princip som nationalhelt.
Efter bosnienkrigen i 1990'erne blev Princip-broen igen omdøbt til Latinerbroen. Ved attentatstedet findes der i dag en mindetavle med en neutral indskrift på bosnisk og engelsk.
Det våben, som Princip brugte var en FN Browning Modell 1910 (Serienummer 19074), en halvautomatisk pistol af kaliber 7,65 × 17 mm. Våbenet er siden forsvundet, og kan derfor ikke, som det ofte hævdes, beses på det hærhistoriske museum i Wien. Til gengæld kan man der se tronfølgerens blodplettede uniform og det køretøj af mærket Gräf & Stift, som han blev kørt rundt i Sarajevo i. Den dødsmaske i gips, som blev lavet af ærkehertugen og hans gemalinde kan ses på det tjekkiske slot Konopiště.

## Eksterne kilder
- Filmoptagelser af Franz Ferdinands ankomstil til rådhuset i Sarajevo den 28. juni 1914 und af hans begravelse
- Attentatet som beskrevet i den østrig-ungarske presse (Østrigische Nationalbibliothek)
- De østrig-ungarske dokumenter vedrørende krigsudbruddet
- The Serbian Blue Book
- DeutschlandRadio Berlin, udsendelse fra 28. juni 2004 Arkiveret 28. oktober 2009 hos  Wayback Machine
- En håndgranat mod tronfølgeren – Landesausstellung 2009 (Webside ikke længere tilgængelig)

43°51′29″N 18°25′44″Ø / 43.85792°N 18.42886°Ø